# Condylocardia australis
Condylocardia australis is een tweekleppigensoort uit de familie van de Condylocardiidae. De wetenschappelijke naam van de soort is voor het eerst geldig gepubliceerd in 1897 door Munier-Chalmas Bernard.